# Nördlicher Felsenpython
Der Nördliche Felsenpython (Python sebae), auch kurz Felsenpython, zählt zur Familie der Pythons (Pythonidae) und wird dort in die Gattung der Eigentlichen Pythons (Python) gestellt. Er unterscheidet sich durch Beschuppungs- und Musterungsmerkmale vom Südlichen Felsenpython. Mit gesicherten Längen über fünf Meter gehört der Nördliche Felsenpython zu den größten Schlangen der Welt. Sein Verbreitungsgebiet erstreckt sich in Afrika südlich der Sahara von der Westküste bis zur Ostküste und südlich bis in den Norden von Angola. Hier bewohnt er eine Vielzahl tropischer und subtropischer Landschaften in nicht zu großer Entfernung von Gewässern. Er ist sehr anpassungsfähig und besiedelt als Kulturfolger auch landwirtschaftliche Nutzflächen und Siedlungen.
Die Nahrung besteht aus einer Vielzahl unterschiedlicher Wirbeltiere. In Gebieten mit hohen Säugerbeständen erbeuten große Individuen relativ häufig kleine Antilopen, die selten sogar über 30 Kilogramm schwer sein können. Der Python tötet seine Beute durch Erwürgen.

## Beschreibung

### Körperbau und Gebiss
Juvenile Tiere sind recht schlank gebaut, werden jedoch mit zunehmendem Alter von immer kräftigerer Statur. Bei großen adulten Nördlichen Felsenpythons plattet sich der zylindrische Körper geringfügig ab. Der breite, dreieckige, leicht abgeflachte, große Kopf ist deutlich vom Hals abgesetzt. Die Schnauze ist auf der Oberseite gegen die Spitze hin abgerundet. Ihr sitzen die Nasenlöcher schräg zwischen Kopfoberseite und Kopfseite auf. Der spitz zulaufende Greifschwanz macht bei Weibchen zwischen 9 und 14 % und bei Männchen zwischen 11 und 16 % der Gesamtlänge aus.
Das Gebiss besteht aus dünnen, länglichen Zähnen, die durchgehend spitz und zum Rachen hin gebogen sind und von der Maulspitze zum Rachen hin zunehmend kleiner werden. Am vorderen Teil der oberen Mundhöhle befindet sich das Zwischenkieferbein mit zwei kleinen Zähnen. Die Oberkieferknochen tragen jeweils 13 bis 16 Zähne. Gegen die Mitte der oberen Mundhöhle liegen parallel zu den Oberkieferknochen vorne das Gaumenbein und weiter hinten das Flügelbein. Das erstgenannte hat 6 bis 7 und das andere 8 bis 9 Zähne. Die Unterkiefer tragen jeweils 13 bis 17 Zähne.

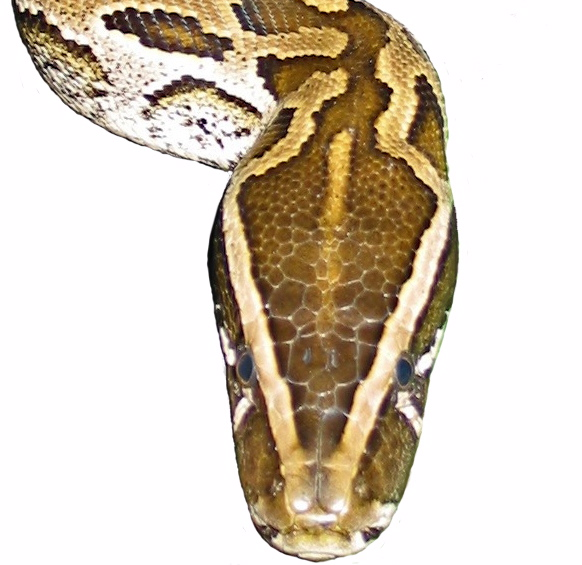
Ein Merkmal dieser Art sind die relativ großen Schilde auf der Kopfoberseite

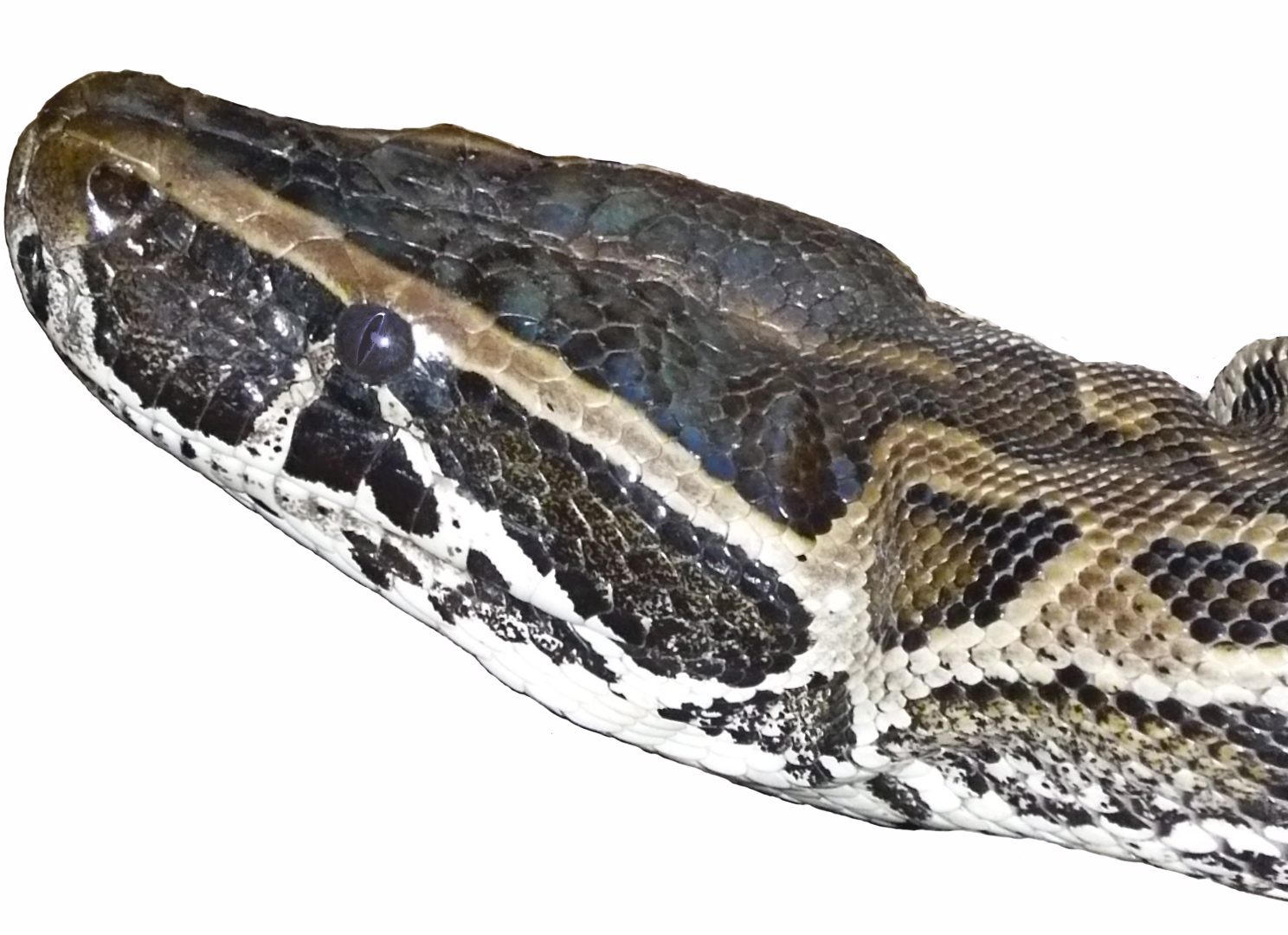
Die Kopfseite ist bei dieser Art typischerweise kontrastreich gemustert

### Beschuppung
Die Kopfoberseite ist charakteristischerweise von großen Schuppen bedeckt: Die Nasalia (Nasenschilde) sind voneinander durch ein Paar viereckiger Internasalia (Zwischennasenschilde) getrennt. Das anschließende markant ausgebildete Paar Präfrontalia (Vorstirnschilde) wird durch eine Reihe weniger, unregelmäßiger Schilde vom dahinter folgenden großen Paar Frontalia (Stirnschilde) separiert. Letzteres Paar kann gelegentlich partiell oder komplett fusioniert sein. Das Supraoculare (Überaugenschild) ist groß und vereinzelt zweigeteilt. Seitlich befinden sich zwischen Auge und Nasenloch mindestens drei bis vier Lorealia (Zügelschilde) von unterschiedlicher Größe sowie zwei Präocularia (Voraugenschilde), von denen das untere klein und unregelmäßig geformt ist. Postocularia (Hinteraugenschilde) existieren beidseits zwei bis vier. Das Rostrale (Schnauzenschild) hat, wie bei den meisten anderen Pythons auch, zwei tiefe Labialgruben. Von den 13 bis 16 Supralabialia (Oberlippenschilden) sind das zweite und dritte mit feinen Labialgruben versehen. Die 19 bis 25 Infralabialia (Unterlippenschilde) werden zur Schnauzenspitze hin zunehmend kleiner. Die zwei vordersten und die drei bis vier hintersten tragen feine Labialgruben. Die Anzahl der Ventralia (Bauchschilde) variiert je nach Herkunft der Individuen zwischen 265 und 283, die Anzahl der dorsalen Schuppenreihen in der Körpermitte zwischen 76 und 98. Von der Kloake bis zur Schwanzspitze finden sich 62 bis 76 paarige Subcaudalia (Schwanzunterseitenschilde). Das Anale (Analschild) kann ungeteilt oder geteilt sein.

### Färbung
Die Grundfarbe reicht von gelb, beige, hellbraun bis grau. Auf dem Rücken verlaufen große, unregelmäßige, von Individuum zu Individuum im Aussehen variierende braune Sattelflecken. Sie besitzen schwarze Ränder und werden ringsum durch eine breite helle Aussparung von der Grundfarbe abgegrenzt. Auf der Flankenseite haben die Sattelflecken teilweise Längsverbindungen zueinander und schließen so zahlreiche große, ausgedehnte, helle Areale auf dem Rücken ein. Auf den Flanken verlaufen alternierend zur Rückenmusterung braune, rechteckige Flecken mit aufgehelltem Zentrum. In der hinteren Körperhälfte werden die Flankenflecken zunehmend dünner und verschmelzen häufig mit den Sattelflecken. Bei den meisten Tieren bleibt zwischen der dunklen Musterung der Schwanzoberseite zentral eine lange, hellbraune streifenförmige Aussparung frei. Die Bauchseite ist gräulich bis gelblich und mit dunklen Punkten versehen.
Der Kopf ist kontrastreich gezeichnet. Auf den Kopfseiten verläuft bei den meisten Tieren ein heller Streifen von unterhalb der Nase schräg nach hinten auf den zweiten Oberlippenschild. Dahinter folgt zwischen Nase und Auge ein breiter dunkler Fleck. Anschließend ziehen zwei weiße Bänder unterhalb des Auges bis zur Oberlippe und schließen in ihrer Mitte ein dunkles Dreieck ein. Hinter dem Auge bis zum Maulwinkel verläuft ein dunkelbrauner Streifen, der typischerweise breiter als der Augendurchmesser ist. Die Kopfoberseite trägt ein pfeilspitzenförmiges, braunes Muster, das von der Nase über die Augen bis zum Nacken zieht und in seiner Mitte einen hellen Punkt aufweist. Die Unterlippe trägt meist dunkle Flecken. Der Rest der Kopfunterseite ist weiß, erst hinter der Kehle grenzen kräftige dunkle Flecken der Halsunterseite an. In der bräunlichen Iris ist die schwarze Pupille gut erkennbar.

### Länge
Nördliche Felsenpythons erreichen durchschnittlich eine Gesamtlänge zwischen 2,7 und 4,6 Meter. Dies bestätigt eine Studie in Südost-Nigeria, wo die durchschnittliche Kopf-Rumpf-Länge von 39 adulten Männchen im Mittel 2,47 Meter betrug. Die 51 untersuchten adulten Weibchen waren mit einer durchschnittlichen Kopf-Rumpf-Länge von 4,15 Meter signifikant größer. Das größte unter ihnen war zirka 5 Meter lang. Gesicherte Angaben zur maximalen Körperlänge dieser Art gibt es nicht. Gemäß Villiers (1950) soll 1932 in Bingerville an der Elfenbeinküste ein Individuum mit 9,8 Meter Gesamtlänge erlegt worden sein. Nach Branch (1984) und Spawls et al. (2002) handelt es sich dabei aber um eine unseriöse, unglaubwürdige Überlieferung. Daneben existieren weitere unbelegte Angaben von über 7 Meter langen Tieren. Wiederholt wurden auch massiv überdehnte Häute für Längenrekorde gehalten. So hat Loveridge 1927 in Ostafrika eine 9,1 Meter lange Haut vermessen. Wenngleich diese Haut vermutlich um mehr als ein Viertel gedehnt war, könnte sie doch ursprünglich einem Nördlichen Felsenpython von über 6,5 Meter Gesamtlänge gehört haben. Der längste bisher offenbar seriös vermessene Nördliche Felsenpython stammt aus Uganda und hatte laut Pitman (1974) eine Gesamtlänge von 5,5 Meter (18 ft).

## Verbreitungsgebiet

Verbreitungsgebiet des Nördlichen Felsenpythons (grün) und des Südlichen Felsenpythons (rot) sowie Überschneidungsgebiete (gelb)

Das Verbreitungsgebiet des Nördlichen Felsenpythons reicht südlich der Sahara von der westafrikanischen Küste nach Osten über 6600 Kilometer fast bis zum sogenannten Horn der Ostküste. In Westafrika wurde die Art in Südmauretanien, Senegal, Gambia, Guinea-Bissau, Guinea, Sierra Leone, Liberia, der Elfenbeinküste, Südmali, Burkina Faso, Ghana, Togo, Benin, Südniger und Nigeria nachgewiesen. In Zentralafrika ist sie im Südtschad, in Kamerun, der Zentralafrikanischen Republik, Äquatorialguinea, Gabun, der Republik Kongo, der Demokratischen Republik Kongo und Nordangola zuhause. Im Osten findet man diesen Python im Südsudan, in Äthiopien, Somalia, Kenia, Uganda, Ruanda, Burundi und Tansania.
Es wird vermutet, dass sich der Südliche Felsenpython einst nordwärts entlang des westlichen und östlichen Tales des Großen Afrikanischen Grabenbruchs in vom Nördlichen Felsenpython dominierte Areale ausgebreitet hat. In Kenia überschneiden sich 40 Kilometer nordwestlich von Mwingi heute noch immer die Gebiete der beiden Arten. Auch in Burundi und im Osten der Kivu-Provinz der Demokratischen Republik Kongo sind Reliktpopulationen vorhanden. In Tansania besteht eine extensive Überlappung der Verbreitungsgebiete der beiden Arten auf etwa 900 Kilometer. In Angola weisen bisherige Untersuchungen auf eine vollständige räumliche Trennung der beiden Arten hin.

## Lebensraum
Der Nördliche Felsenpython bewohnt eine Vielzahl unterschiedlicher Habitate der Tropen und Subtropen, darunter Mangrovenwald, Buschland, permanent überfluteten Sumpfwald, sekundären Sumpfwald, dichten und aufgelockerten Trockenwald, Grasland und Sandebenen. Als Kulturfolger bewohnt er oft Maniok-, Ananas-, Süßkartoffel- und Ölpalmplantagen sowie Felder. Ziemlich häufig lässt er sich auch relativ unauffällig an Stadtrandsiedlungen nieder. Voraussetzung für eine Besiedlung aller Lebensräume ist stets Gewässernähe. So bewohnt er meist Areale entlang von permanenten Weihern, Seen, Bächen, Flüssen und teilweise auch Brackwasser. In Süd-Mauretanien lebt er jedoch auch in Feuchtgebieten, wo Gewässer jährlich komplett austrocknen können und dann nur noch fleckenweise Ufervegetation als Rückzugsgebiete zur Verfügung steht. Sehr feuchte Gebiete werden von dieser Schlange gemieden. So ist diese Spezies im Regenwald kaum zu finden.
In Ruanda erreicht die Art Höhenlagen von mehr als 1350 Meter über Meer und in Uganda ist sie sogar schon auf 2250 Meter über Meer nachgewiesen worden. In Kenia und Nord-Tansania, wo sich die Verbreitung des Nördlichen- und Südlichen Felsenpythons überschneiden, ist die nördliche Art primär in niedrigeren Höhenlagen präsent.

## Verhalten

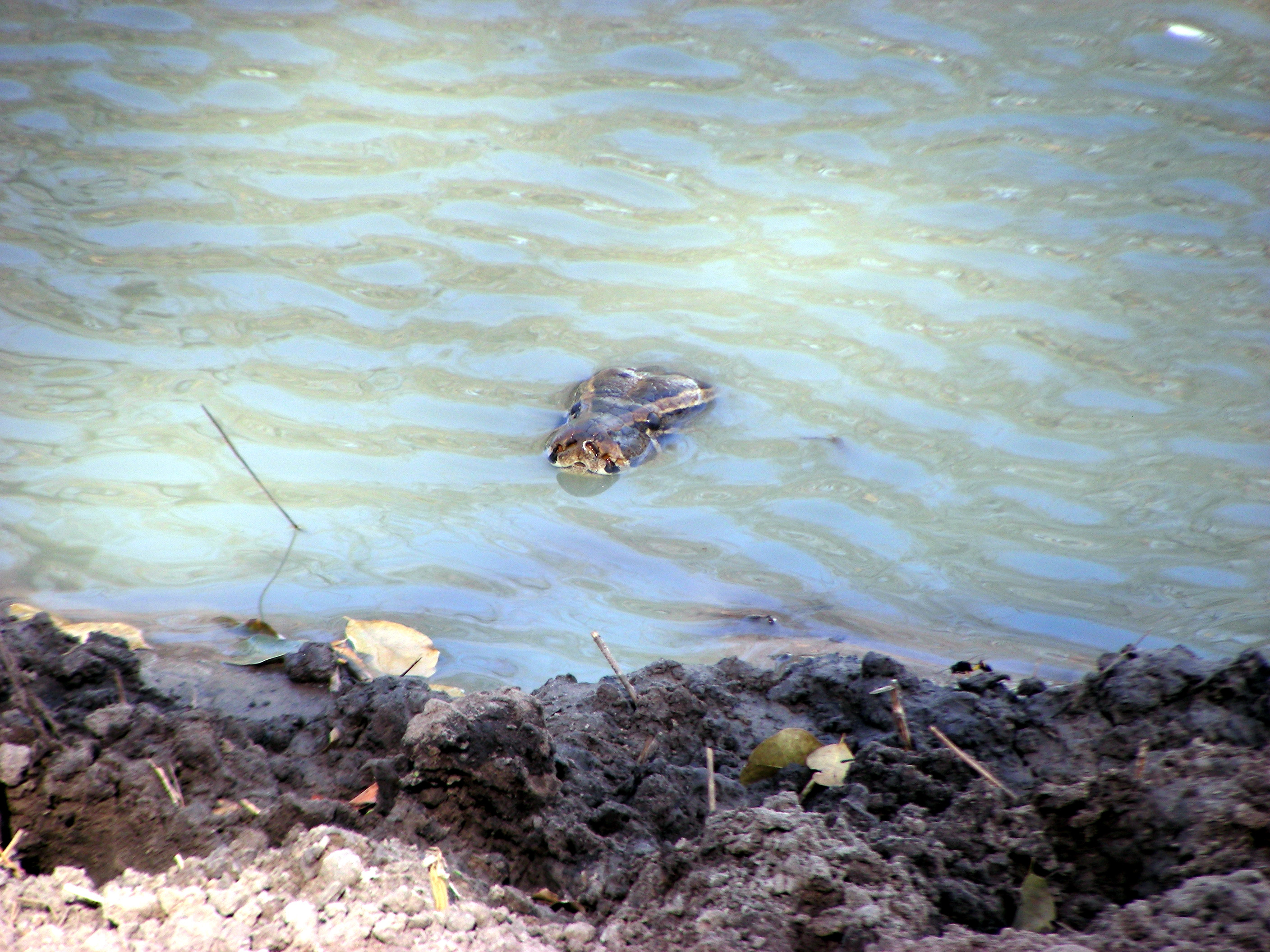
Nördlicher Felsenpython am Ufer eines Wasserloches in typischer Ruhe- und Lauerposition (Fathala Reservat, Senegal)

Der Nördliche Felsenpython ist vorwiegend bodenbewohnend und kann sich hier selbst als großes erwachsenes Tier noch ziemlich zügig fortbewegen. Als guter Kletterer hält er sich regelmäßig auch auf Bäumen auf, um zu jagen oder Raubfeinden auszuweichen. Insbesondere junge und subadulte Nördliche Felsenpythons von unter 1,8 Meter Gesamtlänge sind oft in Bäumen und Sträuchern zu finden. Erwachsene Tiere gelten als weniger häufig kletternd. Adulte Pythons mit einer Gesamtlänge von über 2,5 Meter sind gute Schwimmer und verbringen oft längere Perioden im Wasser. Über das Vorkommen von Jungtieren in Gewässern liegen bisher keine Erkenntnisse vor. Am Victoriasee legen diese Pythons gelegentlich beachtliche Strecken frei schwimmend zwischen Inseln und dem Festland zurück. Des Weiteren sind sie vermutlich fähig, selbst im Meer mehrere Kilometer schwimmend zurücklegen. Hierdurch wird beispielsweise das Vorkommen auf der küstennahen Chula-Insel der Bajuni-Inseln in Süd-Somalia erklärt. In Uganda wird das Wasser insbesondere während der heißen Tage der Trockenzeit genutzt, um den Körper im seichten Wasser, nur mit den Nasenlöchern über die Wasseroberfläche ragend, zu kühlen. Flüsse und Bäche werden von dieser Schlange auch benutzt, um auf der Suche nach Beute in besiedeltes Gebiet vorzudringen. Das Gewässer gilt dabei als Ausgangspunkt für die Futtersuche und beim Rückzug als schützendes Versteck.
In Gebieten wie Südost-Nigeria, wo das Klima jahreszeitlichen Schwankungen unterliegt, zeigt die Art ein über das Jahr hinweg variables Aktivitätsmuster. Aktivitätsmaxima werden während der Trockenzeit im Januar und während der letzten Phase der Regenzeit von August bis September beobachtet. In den äquatorial gelegenen Ländern Kenia und Uganda werden diese Pythons als überwiegend dämmerungs- und nachtaktiv beschrieben, wobei sie gelegentlich auch tagsüber beim Sonnen oder Futtersuchen beobachtet werden. Eine genauere Untersuchung im etwas nördlicheren Südost-Nigeria hat ergeben, dass Nördliche Felsenpythons in menschenfernen Arealen hauptsächlich tagaktiv sind. Die meisten Tiere werden hier am Nachmittag zwischen 15:00 bis 17:30 Uhr beobachtet. In stark bewaldeten Gebieten, besonders entlang von Bächen und Flüssen, ist die Art vom frühen Morgen bis zum Mittag am bewegungsfreudigsten. Hingegen sind Nördliche Felsenpythons in der Nähe von menschlichen Siedlungen und Stadtgebieten vorwiegend dämmerungs- und nachtaktiv mit Aktivitätsmaxima während der Abenddämmerung.
Während der inaktiven Phasen sucht sich diese Schlange Versteckplätze beispielsweise im dichten Gebüsch, in Ufervegetation, im Wasser, auf Bäumen, in Felsspalten, in hohlen Baumstämmen und verlassenen Höhlen von Warzenschweinen, Erdferkeln oder Stachelschweinen. Dabei ringelt sich der Python meist zu einem Knäuel zusammen, wobei sein Kopf zuoberst ruht.
Angaben zu Aktionsräumen und Habitatwechseln wurden bisher nur bei einem Individuum in Südwest-Kamerun erhoben. Es handelte sich um ein über ein Jahr hinweg mittels Peilsender beobachtetes Weibchen mit einer Kopf-Rumpf-Länge von 2,4 Meter und einer Masse von 3,7 Kilogramm. Dieses Tier bewegte sich primär in einem Kernareal von 2,4 Hektar, entfernte sich meist nicht weiter als 10 Meter von Gewässern und wechselte häufig und wiederholt zwischen mehreren unterschiedlichen Lebensräumen. Es wurde sowohl im Wald, am und im Wasser, auf Farmland als auch in stark besiedeltem Gebiet, beispielsweise unter einer aktiv genutzten Holzbrücke, gesichtet.

## Ernährung
Juvenile Nördliche Felsenpythons wandern auf der Suche nach Beute oft weit umher und klettern häufig auf Bäume, um Nester zu erreichen. Mit zunehmender Größe tendiert die Art immer mehr zur Lauerjagd, wobei die Beute oft aus Verstecken am Rande von Wildtierpfaden oder gut getarnt am Ufer von Gewässern abgepasst wird. Wie alle Riesenschlangen verbeißt sich der Nördliche Felsenpython dann in die Beute und erstickt sie durch Umschlingen.
Das Beutespektrum besteht aus einer Vielzahl unterschiedlicher Wirbeltiere, darunter hauptsächlich Säugetiere und Vögel, zu einem geringen Teil auch Reptilien und Amphibien. Die Beutegröße korreliert dabei mit der Körpergröße des Pythons. Eine Studie in Süd-Nigeria hat gezeigt, dass hier in natürlichen Habitaten von Pythons mit einer Gesamtlänge unter 1,5 Meter Mäuseartige, Rotschenkelhörnchen, Sonnenhörnchen und Flughunde gefressen werden. In Individuen unter 2,5 Meter wurden Ginsterkatzen, Monameerkatzen, Riesenhamsterratten, Rohrratten und Ducker nachgewiesen. Tiere von über 2,5 Meter Gesamtlänge erbeuteten neben den Beutetieren der unter 2,5 Meter langen Individuen auch Stumpfkrokodile und Nilwarane.
Des Weiteren frisst die Art auch mehrere Froscharten, diverse Vögel wie Afrika-Schlangenhalsvögel, Kormorane, Blutschnabelweber, Blaustirn-Blatthühnchen, Schmuckzwergenten, Helmperlhühner, Webervögel, Felsenrebhühner, Pelikane und Nilgänse und Säugetiere wie Springhasen, Stachelschweine, Vertreter Echter Schweine, darunter junge Warzenschweine, Husarenaffen, Westafrikanische Stummelaffen und Äthiopische Grünmeerkatzen. In Gebieten mit hohen Säugerbeständen sind große Nördliche Felsenpythons auch signifikante Prädatoren von Antilopen, die bei Individuen ab Gesamtlängen von 4,5 Meter mitunter sogar über 30 Kilogramm schwer sein können. Dazu zählen Thomson-Gazellen, Jungtiere von Impalas, Buschböcken, Sitatungas und Riedböcken sowie Kitze von Kobs und Wasserböcken.
In bewohnten Gebieten Süd-Nigerias ernähren sich Nördliche Felsenpythons mit einer Gesamtlänge von unter 2 Meter bevorzugt von Ratten, solche ab 2 Meter primär von Hühnern und Individuen mit einer Gesamtlänge von über 3 Meter selten auch von Hunden und Ziegen. Pythons, die in bewohnten Gebieten jagen, erreichen durch dieses Beuteangebot gewöhnlich eine kleinere maximale Gesamtlänge als Tiere in unberührten Arealen.

## Fortpflanzung

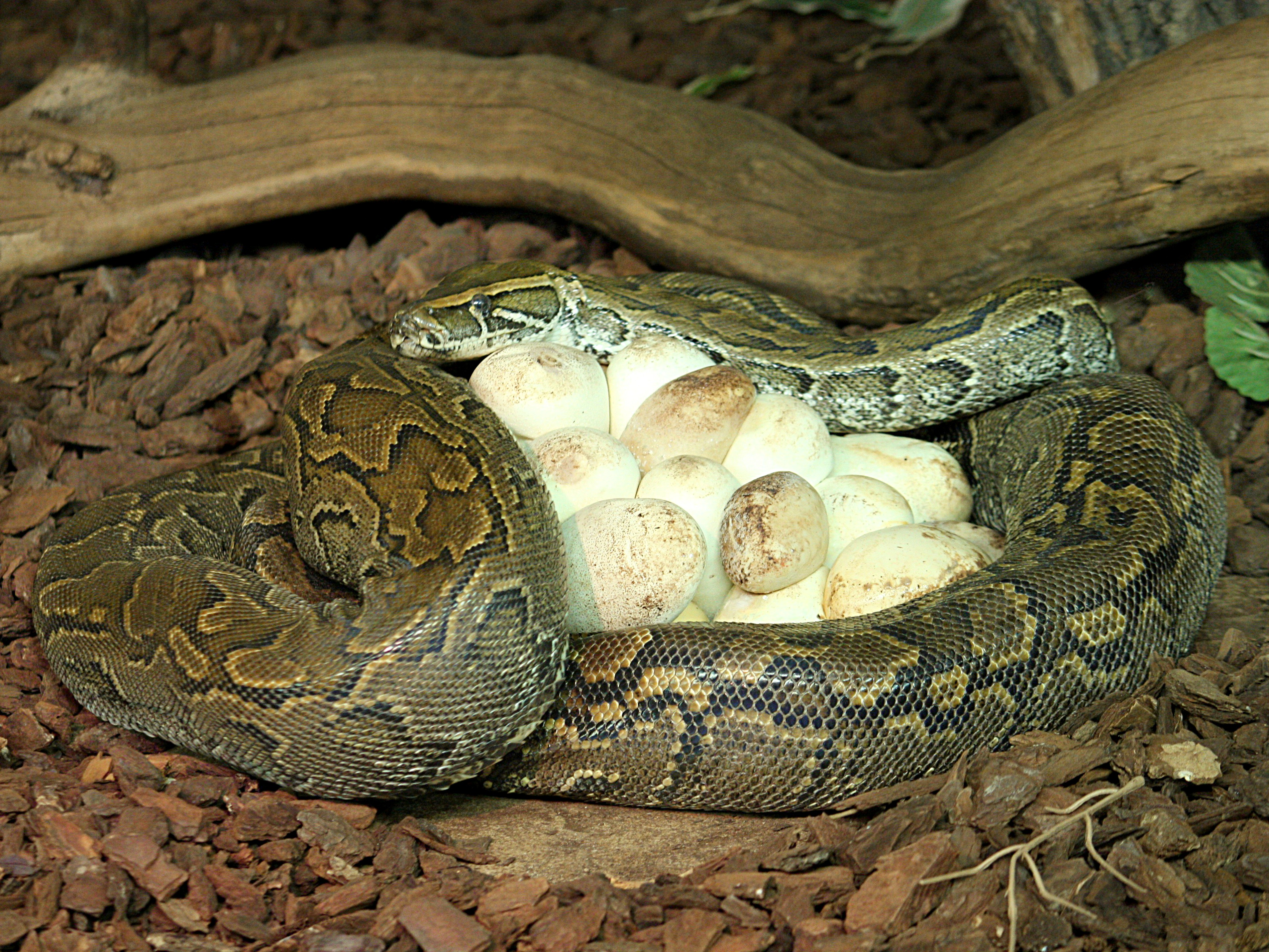
Nördlicher Felsenpython beim Bebrüten des Geleges

Aufgrund des großen Verbreitungsgebietes unterliegt die Fortpflanzungszeit des Nördlichen Felsenpythons offenbar geografischer Variation. Auf Höhe des Äquators rund um den Victoriasee pflanzen sich diese Pythons auf Grund der geringen saisonalen Klimaschwankungen über das ganze Jahr hinweg fort, während aus den nordwestlicher gelegenen Ländern Kamerun und Gambia von einer auf die kühlen Wintermonate beschränkten Paarungszeit berichtet wird.
In Gambia konnten dabei schon Gruppen von bis zu 6 Tieren beobachtet werden, die sich untertags dicht aneinander schmiegten und übereinander hinwegkrochen. Um was für eine Geschlechterverteilung es sich dabei gehandelt hat, konnte nicht eruiert werden. Gefangenschaftsbeobachtungen zufolge liefern sich Nördliche Felsenpythonmännchen in dieser Zeit Kommentkämpfe, wobei die Kontrahenten ihre Köpfe anheben, gegenseitig ihre Hälse umschlingen und versuchen, den Gegner zu Boden zu drücken. Dies kann auch in ausgedehntes Körperumwickeln mit Zudrücken sowie Kratzen mittels Afterspornen übergehen.

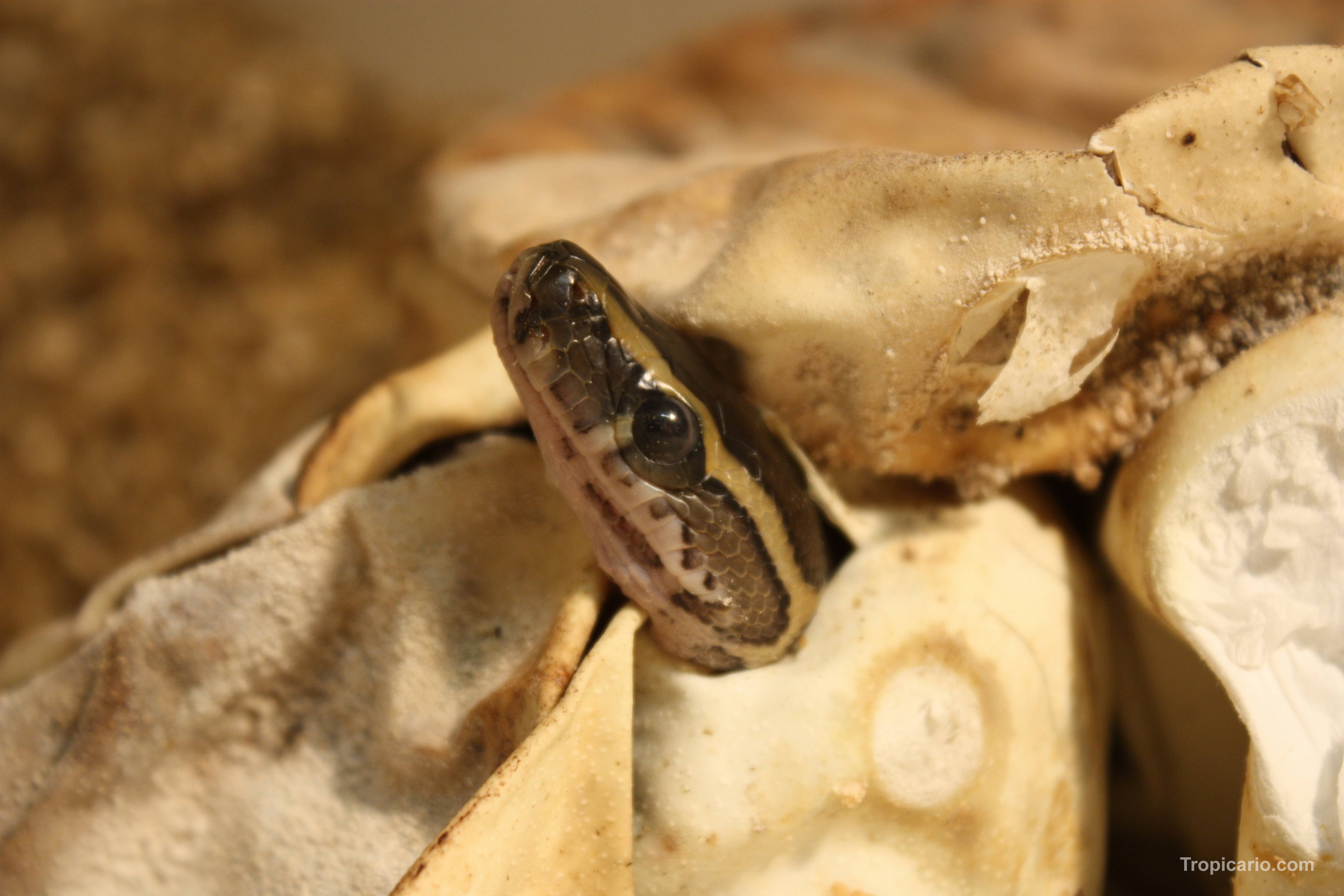
Schlüpfender Nördlicher Felsenpython

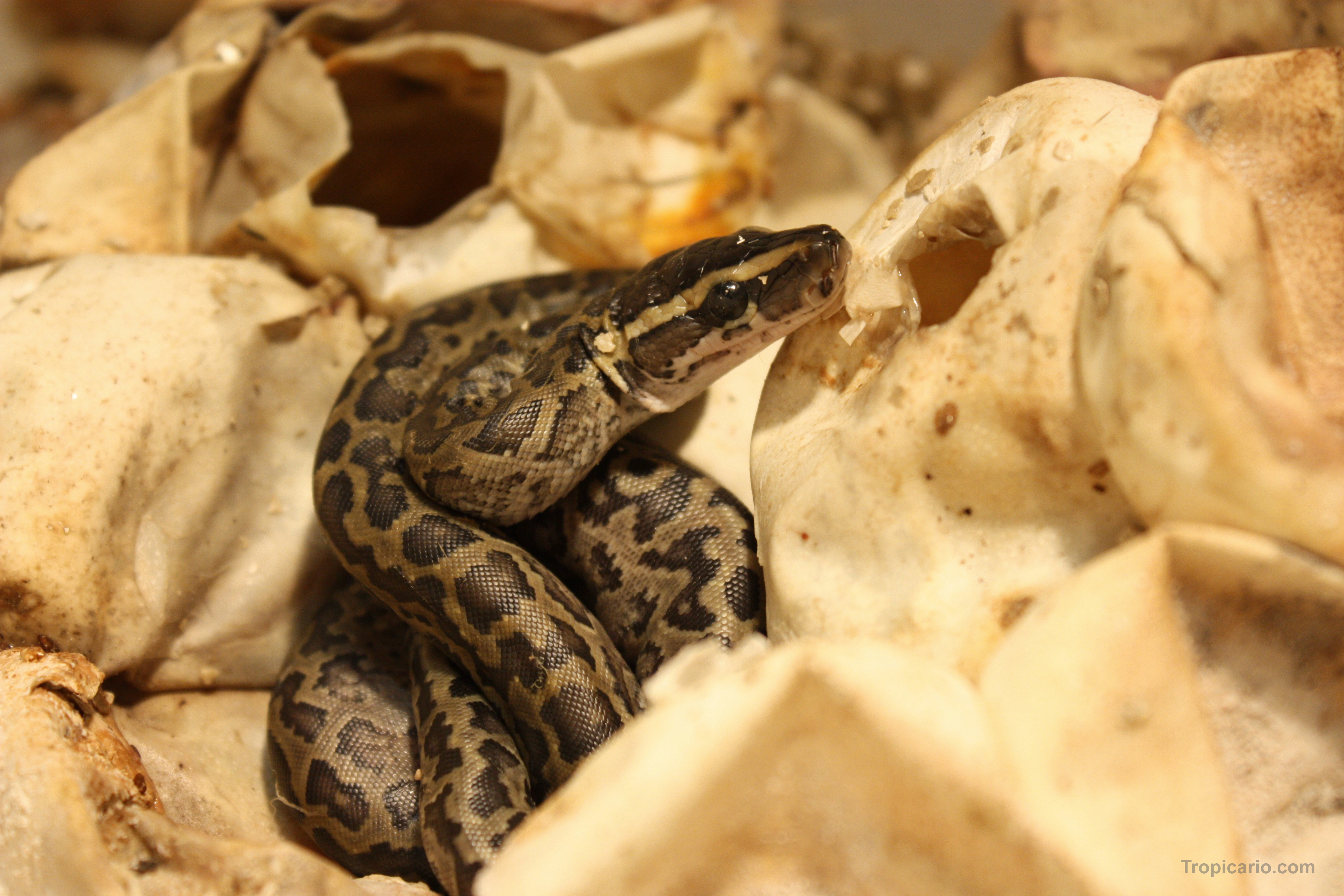
Frisch geschlüpftes Jungtier

In Gefangenschaft dauert die Tragzeit zwischen 30 und 120 Tage. Für die Eiablage, die beispielsweise in Togo mit der Regenzeit korreliert, sucht sich das Weibchen ein schattiges, geschütztes Versteck in der Nähe eines Gewässers. Oft dienen dazu verlassene Höhlen von Säugetieren, alte Termitenhügel und tiefe Felsspalten. Wenn solche Nistorte fehlen, werden gelegentlich auch Gebüsche, dichtes Gras und Laubhaufen akzeptiert.
Die Gelegegröße ist stark von der Größe und Verfassung des Weibchens abhängig und umfasst gewöhnlich zwischen 30 und 50 weißliche Eier. Aus Kamerun ist sogar ein Gelege mit 73 Eiern bekannt und im Londoner Zoo soll ein sehr großes Weibchen 1861 sogar an die 100 Eier gelegt haben. Die Gelege aus durchschnittlich 90 × 60 Millimeter messenden, etwa 150 Gramm schweren Eiern werden vom Weibchen zu einem Haufen geformt, umringelt, vor Nesträubern beschützt und nur sporadisch verlassen, um zu trinken. Durch die Schlingenanordnung werden Feuchtigkeit und Wärme reguliert. Ob Nördliche Felsenpythons zum Muskelzittern befähigt sind und dadurch die Inkubationstemperatur beeinflussen können, wird kontrovers diskutiert. Einiges deutet darauf hin, dass die Art im Gegensatz zum Südlichen Felsenpython dazu im Stande ist.
In Kenia dauert die Brutzeit zirka 60 Tage, in Uganda 90 Tage und in Togo wird von 70 bis 100 Tagen berichtet. Eier, die künstlich bei einer konstanten Temperatur von 28 bis 32 °C und einer relativen Luftfeuchtigkeit von 90 bis 100 % inkubiert wurden, benötigen 50 bis 75 Tage und solche unter niedrigeren Temperaturen bis zu 100 Tage bis zum Schlupf. Die Schlüpflinge messen meist 50 bis 65 Zentimeter, wiegen 75 bis 140 Gramm und sind heller und deutlicher gemustert als adulte Tiere. Bei einem Gelege am Tanganjikasee in Tansania blieben Jungtiere nach ihrem Schlupf noch mehrere Tage am Nistplatz in einem verlassenen Schuppentierbau zurück, während die Mutter schon einen Tag später das Nest verließ. In Paaren bis kleinen Gruppen wärmten sich die Jungtiere täglich, nicht weiter als vier Meter von der Höhle entfernt, ausgiebig an der Sonne. Nach der ersten Häutung nach zirka sechs Tagen verließen dann die ersten Jungtiere das Nest.
In Gefangenschaft wird die Geschlechtsreife mit drei bis fünf Jahren und einer Gesamtlänge zwischen zwei und drei Meter erreicht. In Südost-Nigeria trat die Geschlechtsreife bei einer durchschnittlichen Kopf-Rumpf-Länge von 1,70 Metern ein.

## Alter und Lebenserwartung
Angaben zum Durchschnitts- und Maximalalter freilebender Individuen sind unbekannt. In Gefangenschaft werden Nördliche Felsenpythons regelmäßig 20 bis 25 Jahre alt. Im San Diego Zoo hat ein Exemplar 27 Jahre, 4 Monate und 20 Tage gelebt.

## Gefährdung
In einigen Ländern seines Verbreitungsgebietes wird der Nördliche Felsenpython für die Ledergewinnung gefangen und verarbeitet. Gewisse Volksstämme nutzen die Art auch als Nahrungsquelle. Daneben existiert, zumindest in Nigeria, ein kommerzieller Handel mit dem Fleisch und ein internationaler Handel mit den Innereien für die traditionelle Medizin. In kleinen Mengen werden auch lebendige Nördliche Felsenpythons exportiert. In Togo haben sich beispielsweise Reptilienfarmen etabliert. Hier werden primär trächtige Weibchen aus der Natur gefangen, bis zur Eiablage in Gehegen untergebracht und dann wieder ausgesetzt. Die so gewonnenen Eier werden künstlich ausgebrütet und die geschlüpften Jungtiere verkauft.
Die zunehmende Dürre der sich stetig ausbreitenden Sahelzone schränkt das Verbreitungsgebiet des Nördlichen Felsenpythons immer mehr ein. Hinzu kommt die fortlaufende Umstrukturierung und Zerstörung von Habitaten durch den Menschen. Durch die stetig wachsende Ölindustrie Süd-Nigerias werden beispielsweise die vom Nördlichen Felsenpython bevorzugt bewohnten Mangrovenwälder ausgebeutet. Sprengungen, der Bau von Kanälen, Straßen und Pipelines beschränken und zerstören dieses Habitat fortlaufend. Obwohl dieser Python sehr anpassungsfähig ist und viele vom Menschen veränderte Areale bewohnen kann, ist sein Bestand in einigen Ländern rückläufig.
Als gefährdet wird der Nördliche Felsenpython im Washingtoner Artenschutzübereinkommen in Anhang II gelistet und unterliegt daher Handelsbeschränkungen.

## Systematik

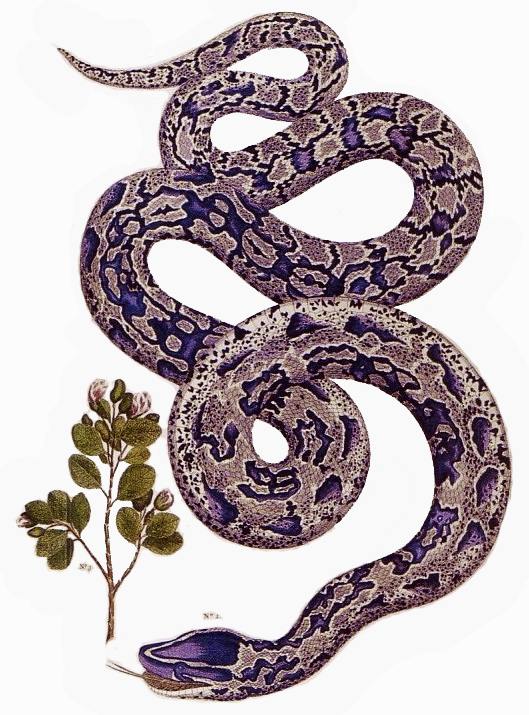
Bildtafel aus Albert Sebas Thesaurus, um 1735

Der Nördliche Felsenpython erhielt zu Ehren des deutsch-holländischen Naturaliensammlers Albert Seba seinen wissenschaftlichen Namen Python sebae.
Die Verwandtschaftsbeziehungen zwischen den großen afrikanischen Pythons: Python sebae (Gmelin 1789), Python natalensis (Smith 1840) und Python saxuloides (Miller & Smith 1979) waren lange Zeit ungeklärt. Es mangelte an Belegexemplaren für die einzelnen Arten, insbesondere von Orten, wo sie in Sympatrie oder Parapatrie vorkommen. Daher wurden diese Pythons im 20. Jahrhundert größtenteils nur als eine monotypische Art anerkannt und unter dem Namen Python sebae geführt. Anhand einer großen Datensammlung grenzte Broadley 1984 Felsenpythons mit nördlicherem und südlicherem Verbreitungsgebiet voneinander ab, primär auf Basis der Fragmentierungsstärke der Kopfoberseitenschilde und auf Grund der Musterung der Kopfseite. Wegen allfälliger Hybridisierungen in Überschneidungsgebieten wies er den beiden Gruppen nur Unterartstatus zu und benannte die nördliche Form mit Python sebae sebae und die südliche Form mit Python sebae natalensis. Python saxuloides stellte sich als eine etwas abweichende kenianische Population von Python sebae natalensis heraus und wurde mit letzterem gleichgesetzt. 1999 wies Broadley den beiden Unterarten Artstatus zu, da neue präzisere Daten aus Gebieten mit extensiver Sympatrie in Burundi, Kenia und Tansania auf keinerlei Hybridisierungen hinwiesen. 2002 wurde jedoch von Mischlingen in der Nähe der tansanischen Stadt Morogoro berichtet. Dennoch gilt die Einteilung in zwei separate Arten auf Grund der momentanen Datenlage noch als zutreffend. Es müssten weitere Belege für Hybridisierungen folgen oder eine genetische Analyse negativ ausfallen, um den Artstatus rückgängig zu machen.
Unter den Eigentlichen Pythons sind der Nördliche und der Südliche Felsenpython am nächsten verwandt mit den in Süd- und Südostasien beheimateten Heller Tigerpython und Dunkler Tigerpython. Dies geht aus einer neueren molekulargenetischen Untersuchung hervor, die den Nördlichen Felsenpython und den Tigerpython einschließt.

## Nördlicher Felsenpython und Mensch

### Verhalten gegenüber Menschen
Wildlebende Nördliche Felsenpythons meiden die Konfrontation mit Menschen. Kommt ihnen ein Mensch zu nahe, versuchen sie gewöhnlich in ein Versteck oder ins Wasser zu flüchten. Bei größerer Beunruhigung, besonders wenn sie in die Enge getrieben werden, gehen gewisse Tiere jedoch schnell zur Abwehr über und beißen mit ihren langen Vorderzähnen heftig und wiederholt zu, was zu tiefen infektiösen Wunden führt. Einige Individuen lassen Menschen aber auch sehr nahe an sich herankommen und erstarren dabei nur oder kriechen langsam weg. Es existieren wenige Berichte, wonach der Nördliche Felsenpython in der Wildnis Menschen attackiert und getötet haben soll. Seriöse Belege hierfür gibt es jedoch nicht.

### Kulturelles

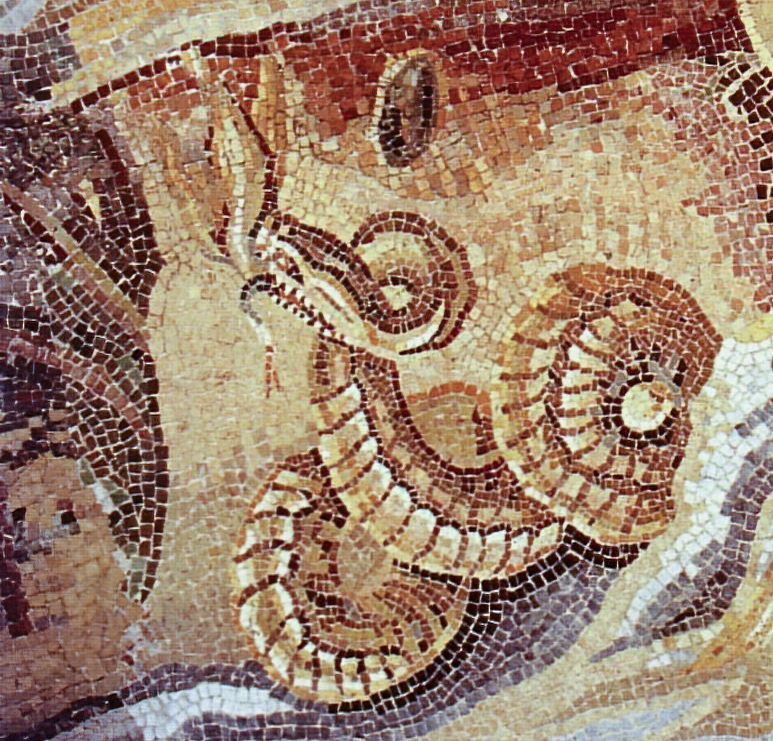
Nördlicher Felsenpython frisst einen Vogel (Ausschnitt aus dem Nilmosaik von Palestrina)

Schon in der Antike wurde dem Nördlichen Felsenpython Aufmerksamkeit geschenkt. So wussten die alten Griechen bereits mehrere Jahrhunderte v. Chr. von riesigen Schlangen in Nubien, betrachteten diese als typisch für die dortige Fauna und glaubten, dass sie teilweise sogar Elefanten fressen würden. Ptolemaios II., der von 282 bis 246 v. Chr. zweiter ptolemäischer König von Ägypten war, beauftragte extra eine zirka 100 Männer umfassende Gruppe aus Jägern, Reitern, Schleuderern, Trompetern und Bogenschützen, eine der größten dieser Schlangen zu fangen und lebendig in seine weithin berühmte Menagerie zu bringen. In Süd-Nubien, wo der Nördliche Felsenpython damals noch verbreitet war, soll es den Männern dann nach mehreren Anläufen gelungen sein, ein äußerst wehrhaftes Individuum mit einer Gesamtlänge von angeblich über 13 Meter zu fangen und dem König zu überbringen. Dieses „Biest“ wurde dann in der Menagerie gefüttert und gezähmt und galt als Ptolemaios’ II. außergewöhnlichstes und berühmtestes Tier. Der Nördliche Felsenpython war auch wiederholt das Sujet in Mosaiken. Im Nilmosaik von Palestrina, das um 200 v. Chr. entstand, wurde ein großer Python, der sich um einen Felsen schlängelt, und ein zweiter, der gerade am Nilufer einen Vogel erbeutet, dargestellt. Auf einem weiteren Mosaik aus dem ehemaligen römischen Karthago, das zwischen dem zweiten und vierten Jahrhundert n. Chr. entstand, ist ein Python zu sehen, der mit einem Elefanten kämpft.
Im alten Römischen Reich wurden während der Zirkusspiele oft Schlangen zur Schau gestellt. Dabei galten auch die teilweise gezähmten Nördlichen Felsenpythons als attraktiv.
In einigen westafrikanischen Kulturen gab es vor der Kolonialisierung einen Schlangenkult. Insbesondere der Nördliche Felsenpython und der Königspython wurden als heilig betrachtet, in Schlangentempeln gehalten und verehrt. In Zeremonien überbrachte man dem Nördlichen Felsenpython zahlreiche Geschenke und stellte ihn mit dem Opfern eines Huhnes oder Lammes zufrieden. Dieser Python hatte beispielsweise in Nigeria einen so hohen Stellenwert, dass schon einer der ersten Verträge zwischen englischen Invasoren und Stammesführern den Schutz dieser Schlangen regelte. Bis heute wird diese Art in vielen Teilen ihres Verbreitungsgebietes vergöttert. Im Südsudan glauben beispielsweise die Völker der Dinka, Schilluk und Bari, dass bestimmte Einzeltiere Träger der Seelen Verstorbener sind. Diese Pythons genießen dort den allergrößten Respekt, werden mit Opfergaben beschenkt und es wird zu ihnen gebetet, um Elend, Krankheit, Dürren und Hungersnöte abzuwenden. In einigen lokalen Gesellschaften ist der Glaube weit verbreitet, es werde nach dem Töten eines Nördlichen Felsenpythons kein Regen mehr fallen. Manche Gruppen, darunter auch solche, die nur Einzelindividuen vergöttern, töten Nördliche Felsenpythons zu Nahrungszwecken und für die traditionelle Medizin. Beispielsweise in der Demokratischen Republik Kongo werden sie hierfür mit Speeren gejagt oder am Eingang ihrer Verstecke mit Schlingfallen gefangen. Das Fleisch gilt als schmackhaft, dem Dorschfleisch ähnlich, und dem Pythonfett werden wundersame Heilkräfte zum Kurieren zahlreicher Krankheiten nachgesagt.